# 石村舞波
石村 舞波（いしむら まいは、1992年11月20日 - ）は、日本の元アイドル、元歌手、元タレント。元Berryz工房のメンバー。
千葉県船橋市出身。アップフロントエージェンシー（現：アップフロントプロモーション）やオスカープロモーションに所属していた。

## 人物
- 2005年秋のBerryz工房ツアー「Berryz工房コンサートツアー 2005秋 〜スイッチ ON!〜」で衣裳に付けられていた番号は「14」。いしむらの「いし」の語呂合わせと考えられる。なお、石村卒業後の2006年新春に開催された「Hello! Project 2006 Winter 〜ワンダフルハーツ〜」では、石川梨華が「14」の番号を付けた衣裳を着用している。
- 2005年10月2日、東京厚生年金会館で行われた「スイッチON!」最終日においてBerryz工房及びハロー!プロジェクトを卒業し、芸能界を一旦引退。
- 2014年、オスカープロモーションに所属し芸能界に復帰するも、2015年に同事務所を退所、再度引退した。

## 出演
ハロー!プロジェクト全体、ハロー!プロジェクト・キッズ全体、及び各所属ユニット全体での活動はそれぞれの項目を参照のこと。

### テレビ番組
- ポップジャム（2003年、NHK） - 藤本美貴「ブギートレイン'03」のバックダンサー
- 第54回NHK紅白歌合戦（2003年12月31日、NHK） - 松浦亜弥「ね～え?」のバックダンサー
- 美少女日記III「湘南瓦屋根物語」（テレビ東京） - 詩子の友達 役
- 二人ゴト～○○とあなた (2004-09-10)
- 娘。ドキュメント2005(2005-03-04)

### 映画
- 仔犬ダンの物語（2002年12月14日、東映）

## 過去の参加ユニット
- Berryz工房（2004年 - 2005年） 2005年10月2日付で卒業・引退
- シャッフルユニット
  - H.P.オールスターズ（2004年）